# Meta Hansen
 Meta Kirstine Hansen  (* 22. Dezember 1865 in Fredensborg Kommune, Dänemark; † 4. Juni 1941 in Hillerød, Dänemark) war eine dänische Frauenrechtlerin und Politikerin. Sie schloss als erste Frau ihr Studium der Politikwissenschaft an der Universität Kopenhagen ab. Sie war 1904 Mitbegründerin des dänischen Politischen Frauenbundes (Politisk Kvindeforening) und später Vorsitzende des Kopenhagener Frauenwahlrechtsvereins (Københavns Kvindevalgretsforening).

## Leben und Werk
Hansen wurde in Asminderød bei Fredensborg als Tochter des Bauern Hans Hansen (1815–1885) und der Hebamme Ida Kristine Jensine Vilhelmine geb. Nørgaard (1832–1889) geboren. Sie besuchte die N. Zahle's Skole in Kopenhagen und studierte an der Universität Kopenhagen Politikwissenschaft. Dort schloss sie 1893 als erste Frau ihr Studium der Politikwissenschaft ab. Erst 1900 schloss eine weitere Frau, Anna Marie Sveistrup, ihr Studium im gleichen Fach ab.
Trotz ihrer Qualifikation wurde Hansen nur als Assistentin im dänischen Statistikamt beschäftigt. Erst 1921 trat das Gesetz über den gleichberechtigten Zugang von Frauen und Männern in Kraft und im selben Jahr wurde sie zur Sachbearbeiterin ernannt.
Hansen beteiligte sich aktiv am Kampf für die politische Gleichberechtigung der Frauen und war seit seiner Gründung im Jahr 1904 Mitglied des Politischen Frauenbundes Politisk Kvindeforening. Nachdem dieser 1906 seinen Namen in Kopenhagener Frauenwahlrechtverein Københavns Kvindevalgretsforening geändert hatte, war sie von 1907 bis 1915 Vorsitzende. In der dänischen Frauengesellschaft war sie ab 1906 aktiv, und als Statistikerin half sie auch anderen Verbänden bei der Berechnung der Frauenmorbidität, der Bezahlung und der Rentenbedingungen. 1924 untersuchte sie im Auftrag des Kopenhagener Städtischen Lehrerverbandes Unterschiede zwischen den Rentenbedingungen von Männern und Frauen. Sie saß auch im Vorstand des dänischen Frauennationalrats Danske Kvinders Nationalråd und im Vorstand des Frauenhauses. Politisch gehörte sie der Radikale Venstre an und war von 1917 bis 1928 Mitglied des Vorstands der Kopenhagener Organisation.
Hansen starb 1941 in Hillerød und wurde auf dem Friedhof von Asminderød beigesetzt.